# Ciao cuore
Ciao cuore è il quarto album in studio del cantante italiano Riccardo Sinigallia, pubblicato il 14 settembre 2018 dalla Sugar Music.

## Tracce
1. So delle cose che so
2. Niente mi fa come mi fai tu
3. Bella quando vuoi
4. Backliner
5. Le donne di destra
6. Ciao cuore
7. Dudù
8. Che male c'è
9. A cuor leggero

## Videoclip
- 2018 - Ciao cuore (regia di Daniele ‘Dandaddy’ Babbo)